# Мустафа Доган
Мустафа Доган (нім. Mustafa Doğan, тур. Mustafa Doğan, нар. 1 січня 1976, Испарта) — німецький футболіст турецького походження, що грав на позиції захисника. Відомий за виступами в низці німецьких і турецьких клубів, а також у складі національної збірної Німеччини.

## Клубна кар'єра
Мустафа Доган народився в місті Испарта в Туреччині, проте вже в дитинстві перебрався з батьками в Німеччину, де й розпочав займатися футболом. На професійному рівні Доган розпочав грати у 1994 році в складі команди «Баєр 05 Юрдінген», у якій виступав до 1996 року. У 1996 році гравець перебрався на історичну батьківщину до клубу «Фенербахче», в якому виступав до 2003 року, та в сезоні 2000—2001 років став у складі стамбульської команди чемпіоном Туреччини.
У 2003 році Доган повернувся до Німеччини, де став гравцем клубу «Кельн». У 2004 році футболіст перейшов до турецького клубу «Бешикташ», у складі якого став дворазовим володарем Кубка Туреччини та володарем Суперкубка Туреччини. Доган виступав у складі «Бешікташа» до 2007 року, після чого завершив виступи на футбольних полях.

## Виступи за збірні
У 1995 році Мустафа Доган грав у складі збірної Німеччини віком гравців до 20 років на тогорічному молодіжному чемпіонаті світу. У 1998 році футболіст грав у складі молодіжної збірної Німеччини. У 1999 році Догана запросили до складу національної збірної Німеччини для участі в Кубку конфедерацій 1999 року, на якому футболіст зіграв 2 матчі.

## Після завершення виступів
Після завершення виступів на футбольних полях Мустафа Доган працює футбольним коментатором на турецькому телеканалі «NTV Spor».

## Титули і досягнення
- Чемпіон Туреччини (1):

«Фенербахче»: 2000–2001
- Володар Кубка Туреччини (2):

«Бешікташ»: 2005–2006, 2006–2007
- Володар Суперкубка Туреччини (1):

«Бешікташ»: 2006